# Google Cloud Print
Google Cloud Print era un servizio di Google che consentiva a qualsiasi applicazione web, desktop e mobile, su qualsiasi dispositivo nella rete cloud, di stampare su qualsiasi stampante compatibile. Google aveva introdotto Cloud Print nel mese di aprile 2010, come soluzione futura per la stampa da Chrome OS e ha raggiunto la fase beta il 25 gennaio 2011.
Google Cloud Print fu attivato nel canale di sviluppo di Google Chrome. In altre versioni il servizio può essere attivato attraverso "about:flags".
Google Cloud Print non è più utilizzabile dal 31 dicembre 2020, a seguito del ritiro di Google della piattaforma.

## Come attivare il servizio
Se non si disponeva di una stampante con scheda di rete, era necessario un collegamento a un PC che disponeva di app Google Chrome e configurare la stampante per l'utilizzo. Per attivare il servizio era sufficiente seguire la guida di Google.

## Stampanti cloud
Quasi tutte le stampanti con scheda di rete in commercio sono al giorno d'oggi compatibili con Google Cloud Print. Ci sono comunque stampanti create per Google Cloud Print che supportano nativamente il servizio dismesso di Google.

## Limitazioni d'uso
Quando il servizio era ai suoi inizi, inviava una mail alla stampante e questo metteva dei limiti di dimensione dei file. Negli ultimi anni, Google Cloud Print funzionava connettendosi direttamente a Google Cloud quindi era possibile stampare file di qualsiasi dimensione.
I file supportati sono:
Ogni file che possa essere stampato tramite Google Chrome (Documenti Google, file di testo, immagini, eccetera)
I seguenti provider erano testati e funzionavano correttamente.
Qualsiasi app Android che possa condividere dati:
- Outlook 2003, 2007
- Hotmail, Yahoo! Mail, Gmail
- Apple Mail (da iOS, iPadOS e macOS)
- BlackBerry mail client
- Nokia/Symbian client (Nokia)